# El Vocero Hispano (Míchigan)
El Vocero Hispano es un periódico semanal de Míchigan (Estados Unidos) en español.

## Historia
Fue fundado en 1992 por el periodista dominicano Andrés Abreu y un grupo de profesionales hispanos de la ciudad de Grand Rapids en el estado de Míchigan. Actualmente es el periódico en español de mayor circulación del área.
La primera edición circuló el 24 de febrero de 1993.  Desde entonces ha venido cubriendo los acontecimientos políticos y sociales más relevantes, convirtiéndose en una importante institución de la comunidad latina en Míchigan.
En 1996 lazó su portal en Internet, el cual actualmente tiene amplia difusión tanto local como nacional e internacional.

## Distribución
El periódico se distribuye gratis todos los viernes, en tiendas y otros establecimientos por todo el estado de Míchigan.  Es tipo tabloide con un volumen de 32 a 44 páginas.
La circulación del periódico está auditada por "Circulation Verification Council" (CVC).

## Contenido
El contenido del periódico está orientado a la comunidad hispanoparlante con noticias sobre la misma en EE. UU. en diferentes aspectos, como en los deportes y en el mundo del espectáculo. También posee en general, noticias nacionales e internacionales con reportajes, análisis y opiniones. Contiene además importante información sobre servicios de agencias locales, e información sobre oportunidades educativas y de trabajo.
1. Noticias locales (de Míchigan)
2. Noticias nacionales (de EE. UU.)
3. Noticias de América Latina
4. Noticias Internacionales (del resto del mundo)
5. Deportes
6. Inmigración
7. Arte y Cultura
8. Entretenimiento
9. Negocios
10. Cine
11. Salud
12. Comida
13. Religión

Clasificados:
1. Empleos
2. Avisos personales
3. Bienes raíces
4. Vehículos
5. Artículos en venta.